# Лобода Микола Іванович
Микола Іванович Лобода (10 травня 1894, Київ — 30 листопада 1941) — український науковець. Педагог. Суспільствознавець. Ректор створеного на базі Київського університету Вищого інституту народної освіти в Києві (1921—1924).

## Біографія
Народився 10 травня (28 квітня) 1894 року в Києві. У 1912 році закінчив навчання в Другій київські гімназії, і вступив до Київського університету на історико-філологічний факультет. З 1917 року вчителював. Входив до Товариства вчителів-інтернаціоналістів. У 1919—1920 — працював завідувачем Київського губернського відділу народної освіти. Займався реформуванням вищої і середньої освіти. У 1921 призначений ректором створеного на базі Київського університету Вищого інституту народної освіти в Києві. Викладав в інституті історію класової боротьби, історію соціалістичного руху та історію РКП(б) і КП(б)У. Наприкінці 1921 очолював київську підкомісію радянсько-польської комісії, яка, згідно з умовами Ризького мирного договору між РСФРР і УСРР та Польщею у 1921, вирішувала питання повернення Польщі культурних цінностей. З жовтня 1922 був членом Президії, а грудня і головою Президії і водночас з листопада 1922 головою бюро Секції наукових працівників Київської губернської профспілки працівників освіти.
Був активним учасником внутрішньопартійної боротьби в науково-освітніх закладах, після чого у 1924 був переведений до Москви на посаду секретаря центрального бюро Секції наукових співробітників.
У 1928 опублікував працю «Очерки по истории классовой борьбы в России: Эпоха промышленного и финансового капитализма». У період нової хвилі внутрішньопартійної боротьби був виключений — за свідченням Леоніда Левитського, як активний троцькіст — з ВКП(б) і засланий.
24 березня 1936 заарештований за звинуваченням у контрреволюційній діяльності. 21 вересня 1936 Особлива нарада при НКВС СРСР засудила його до 5 років позбавлення волі. З 29.10.1936 року по 24.03.1941 року відбував покарання у Воркуті. 16.11.1941 повторно заарештований і невдовзі без суду розстріляний в м. Александров Івановської області Росії.
У жовтні 1989 року реабілітований.

## Наукові праці
- «Очерки по истории классовой борьбы в России: Эпоха промышленного и финансового капитализма» (1928)